# Mantis religiosa
Mantis religiosa (numită popular călugărița) este o insectă din familia Mantidae. Se întâlnește în lunci, stepe, la liziera pădurilor, preferând povârnișurile uscate și însorite.

## Descriere
Capul este triunghiular, articulat mobil. Aparatul bucal de tip rozător. Antenele sunt lungi, filiforme. Picioarele sunt bine dezvoltate, cele anterioare fiind înzestrate cu spini. Aripile anterioare sunt înguste și tari, iar cele posterioare late, membranoase, în stare de repaus fiind strânse sub cele anterioare. Abdomenul e alungit, voluminos, format din 6 segmente la femele si 8 segmente la masculi. Corpul este verde, galben sau brun. Lungimea corpului aproximativ 11 cm. 
Călugărița are un simț al văzului mult mai bine dezvoltat decât al altor insecte, aceasta putându-și răsuci capul cu 180 grade, în căutarea prăzii.

## Reproducere și ciclul de viață
Călugărița este o specie hemimetabolă (se dezvoltă prin metamorfoză incompletă). Imediat după fecundare femela depune 100-300 ouă. Ouăle sunt înconjurate de o masă spumoasă, care mai apoi devine consistentă formând o capsulă chitinoasă - ooteca. Larvele eclozează din ootecă în primăvara următoare și se deosebesc de adulți atât prin dimensiuni, cât și prin unele particularități morfologice. După patru năpârliri larva se transformă în insectă adultă. Atât adulții, cât și larvele sunt prădători specializați, consumând doar anumite specii de insecte. Speciei îi este caracteristic canibalismul (în majoritatea cazurilor, după fecundare, femela devorează masculul).

## Răspândire
Este răspândita în Europa, Asia, până în Siberia și Extremul Orient, Africa. Specia a fost introdusă în America de Nord și Australia. În Republica Moldova și România specia este răspândită pe întreg teritoriul.